# Cronoscalata Fasano-Selva
La Fasano-Selva è una gara di cronoscalata automobilistica su un percorso di circa 5,6km. Si svolge dal 1946 nel territorio del comune di Fasano (BR) lungo i tornanti della Strada statale 172 dir dei Trulli dir e sulla strada provinciale Vernesina-Selva di Fasano. La partenza è situata alla periferia dell'abitato (a 110 m s.l.m.) e l'arrivo in località Selva di Fasano alla quota di circa 500 m s.l.m.
Conta ad oggi 65 edizioni e fa parte del Campionato Italiano Velocità Montagna di automobilismo.
In origine la partenza era ubicata in piazza Ignazio Ciaia di fronte al Palazzo comunale; il percorso si snodava per due arterie del centro cittadino sino a immettersi sulla Strada statale 172 dei Trulli e raggiungere la Selva di Fasano. Il tracciato fu ridotto a 6.5 km solo nel 1966, per motivi organizzativi e di sicurezza, fino agli attuali 5.6 km negli anni '90.
Negli anni '70 fino al 1983 il tracciato è stato teatro anche di gare motociclistiche; erano ammesse al trofeo motociclette divise per cilindrate e tipo, scooter e sidecar. La Fasano-Selva ha fatto parte del Campionato Italiano Velocità in Salita di motociclismo.

## Storia
La prima edizione del 1946, vide la luce grazie agli Automobile Club pugliesi che riprendevano l’attività dopo la guerra. Gli AC di Bari e Brindisi progettarono una nuova gara di velocità in salita, da disputarsi lungo i 7 chilometri di tornanti e veloci curvoni che dalla periferia di Fasano conducono alla Selva, luogo di soggiorno estivo di molti abitanti delle due città. Dagli sforzi di Francesco Chieco e Ciccio Apruzzi, valente pilota di quegli anni, riuscirono insieme al loro staff a raccogliere circa trenta adesioni.
La 1° Coppa Selva di Fasano vide la luce il 15 settembre di quello stesso anno: il napoletano Sabatino Paganelli fu il primo a scrivere il suo nome nell’albo d’oro, vincendo la gara su Fiat 1100 Sport. Alcuni stop non danneggiarono l'immagine della competizione (nel biennio '57-'58 la corsa si fermò per gli incidenti che in quegli anni stavano rattristando lo sport automobilistico) la cui fama aumentò di anno in anno, nel 1959 la 10ª “Coppa Selva” diventa prova del campionato nazionale, fino al 1967 quando a causa degli immancabili problemi economici si dovette interrompere la cronoscalata per nove anni. Ma nel 1975 intervenne un comitato cittadino (Azienda di Soggiorno e Turismo presieduta da Achille Colucci), che organizzò addirittura una colletta popolare e riportò la gara nel calendario sportivo locale.
La Coppa Selva di Fasano è diventata nel tempo una tradizione sportiva della Puglia automobilistica. Oggi il tracciato fa parte del Campionato Italiano Velocità Montagna.
L'edizione 2019 non verrà disputata per l'inizio dei lavori di messa in sicurezza della Strada statale 172 dir dei Trulli.

## Albo d'oro[5]
| Anno        | Vincitore                                                       | Vettura                                                         |                                                                 |
| ----------- | --------------------------------------------------------------- | --------------------------------------------------------------- | --------------------------------------------------------------- |
| 1946        | Sabatino Paganelli                                              | FIAT 110Sp Partenope                                            |                                                                 |
| 1947        | Giovanni Rocco                                                  | Alfa Romeo 2300C Partenope                                      |                                                                 |
| 1949        | Roberto Vallone                                                 | Ferrari 2000 Marzotto                                           |                                                                 |
| 1950        | Emilio Ricciardi                                                | Lancia Paganelli                                                |                                                                 |
| 1951        | Giovanni Bracco                                                 | Ferrari Marzotto                                                |                                                                 |
| 1952        | edizione non disputata                                          | edizione non disputata                                          | edizione non disputata                                          |
| 1953        | Franco Bordoni                                                  | Gordini 2000                                                    |                                                                 |
| 1954        | Aurelio Lorenzetti                                              | OSCA 1100                                                       |                                                                 |
| 1955        | Attilio Buffa                                                   | Maserati 2000                                                   |                                                                 |
| 1956        | Edoardo Lualdi Gabardi                                          | Ferrari 2500                                                    |                                                                 |
| 1957 - 1958 | non disputata per scelta degli organizzatori                    | non disputata per scelta degli organizzatori                    | non disputata per scelta degli organizzatori                    |
| 1959        | Nino Todaro                                                     | Ferrari 2500                                                    |                                                                 |
| 1960        | Elio Lenza                                                      | Ferrari 2500                                                    |                                                                 |
| 1961        | Nino Todaro                                                     | Maserati 2000                                                   |                                                                 |
| 1962        | Gianfranco Stanga                                               | OCSA 1500                                                       |                                                                 |
| 1963        | Mariano Moselli                                                 | FIAT Abarth 1000                                                |                                                                 |
| 1964        | "Noris"                                                         | Porsche 904                                                     |                                                                 |
| 1965        | Domenico Scola                                                  | FIAT Abarth 2000                                                |                                                                 |
| 1966        | "Johnny Walker"                                                 | Ferrari LM                                                      |                                                                 |
| 1967 - 1974 | non disputata a causa di problemi economici                     | non disputata a causa di problemi economici                     | non disputata a causa di problemi economici                     |
| 1975        | Paolo Gargano                                                   | Alfa Romeo 33T                                                  |                                                                 |
| 1976        | Gabriele Ciuti                                                  | Osella PA 4                                                     |                                                                 |
| 1977        | Achille Soria                                                   | Osella PA 5                                                     |                                                                 |
| 1978        | Mauro Nesti                                                     | Lola                                                            |                                                                 |
| 1979        | Angelo Guarini                                                  | Osella PA 6                                                     |                                                                 |
| 1980        | Mauro Nesti                                                     | Lola                                                            |                                                                 |
| 1981        | Mauro Nesti                                                     | Lola                                                            |                                                                 |
| 1982        | Mauro Nesti                                                     | Lola                                                            |                                                                 |
| 1983        | Mario Casciaro                                                  | Lola                                                            |                                                                 |
| 1984        | Claudio Calella                                                 | Lola                                                            |                                                                 |
| 1985        | Claudio Calella                                                 | Lola                                                            |                                                                 |
| 1986        | Ezio Baribbi                                                    | Osella                                                          |                                                                 |
| 1987        | Ezio Baribbi                                                    | Osella                                                          |                                                                 |
| 1988        | Ezio Baribbi                                                    | Osella                                                          |                                                                 |
| 1989        | Antonio Ritacca                                                 | Osella                                                          |                                                                 |
| 1990        | Ezio Baribbi                                                    | Osella PA 9                                                     |                                                                 |
| 1991        | Pasquale Irlando                                                | Osella Bmw                                                      |                                                                 |
| 1992        | Pasquale Irlando                                                | Osella Bmw                                                      |                                                                 |
| 1993        | Fabio Danti                                                     | Lucchini P93 Alfa Romeo                                         |                                                                 |
| 1994        | Pasquale Irlando                                                | Osella Bmw                                                      |                                                                 |
| 1995        | Pasquale Irlando                                                | Osella Bmw                                                      |                                                                 |
| 1996        | Pasquale Irlando                                                | Osella Bmw                                                      |                                                                 |
| 1997        | Oronzo Pezzolla                                                 | Osella Bmw                                                      |                                                                 |
| 1998        | Maurizio Arfè                                                   | Osella Bmw                                                      |                                                                 |
| 1999        | Pasquale Irlando                                                | Osella Bmw                                                      |                                                                 |
| 2000        | Pasquale Irlando                                                | Osella Pa20/S Bmw                                               |                                                                 |
| 2001        | Simone Faggioli                                                 | Osella Bmw                                                      |                                                                 |
| 2002        | Simone Faggioli                                                 | Osella Bmw                                                      |                                                                 |
| 2003        | Simone Faggioli                                                 | Osella Pa20/S Bmw                                               |                                                                 |
| 2004        | Pietro Ballatori                                                | Osella Pa 21 Honda                                              |                                                                 |
| 2005        | Denny Zardo                                                     | Osella Pa 21 Honda                                              |                                                                 |
| 2006        | Simone Faggioli                                                 | Osella Pa 21 Honda                                              |                                                                 |
| 2007        | Simone Faggioli                                                 | Osella Pa 21 Honda                                              |                                                                 |
| 2008        | Simone Faggioli                                                 | Osella PA 27 Bmw                                                |                                                                 |
| 2009        | David Baldi                                                     | Osella FA 30 Zytek                                              |                                                                 |
| 2010        | Michele Camarlinghi                                             | Osella PA 30 Zytek                                              |                                                                 |
| 2011        | Simone Faggioli                                                 | Osella FA 30 Zytek                                              |                                                                 |
| 2012        | Simone Faggioli                                                 | Osella FA 30 Zytek                                              |                                                                 |
| 2013        | Francesco Leogrande                                             | Osella FA 30 Zytek                                              |                                                                 |
| 2014        | Christian Merli                                                 | Osella PA 2000 Honda                                            |                                                                 |
| 2015        | Simone Faggioli                                                 | Norma M 20 FC Zytek                                             |                                                                 |
| 2016        | Omar Magliona                                                   | Norma M20 FC                                                    |                                                                 |
| 2017        | Domenico Scola jr                                               | Osella FA 30 Zytek                                              |                                                                 |
| 2018        | Omar Magliona                                                   | Norma M20 FC                                                    |                                                                 |
| 2019 - 2020 | non disputata a causa della messa in sicurezza della SS 172 dir | non disputata a causa della messa in sicurezza della SS 172 dir | non disputata a causa della messa in sicurezza della SS 172 dir |
| 2021        | Sebastiano Castellano                                           | Osella PA2000 Evo                                               |                                                                 |